# La Garde, Var
La Garde är en kommun i departementet Var i regionen Provence-Alpes-Côte d'Azur i sydöstra Frankrike. Kommunen ligger i kantonen La Garde som tillhör arrondissementet Toulon. År 2022 hade La Garde 26 316 invånare.

## Befolkningsutveckling
Antalet invånare i kommunen La Garde
| Referens: INSEE |